# 牧のうどん
牧のうどん（まきのうどん）は、株式会社釜揚げ牧のうどんが運営し、福岡県福岡地方および佐賀県、長崎県で展開されているうどんのチェーン店である。通称「牧の」、「マッキー」など。なお、正確には「釜揚げ牧のうどん」である。

## 「牧」の由来
牧のうどんの「牧（まき）」とは、福岡県糸島郡前原町（現在の糸島市）加布里にある地名である。牧のうどんの前身となる店舗が開店した際、地元の人間から「牧にあるうどん屋」と言うことで牧のうどんと呼ばれるようになり、それがそのまま店舗名となって現在に至っている。

## 特徴

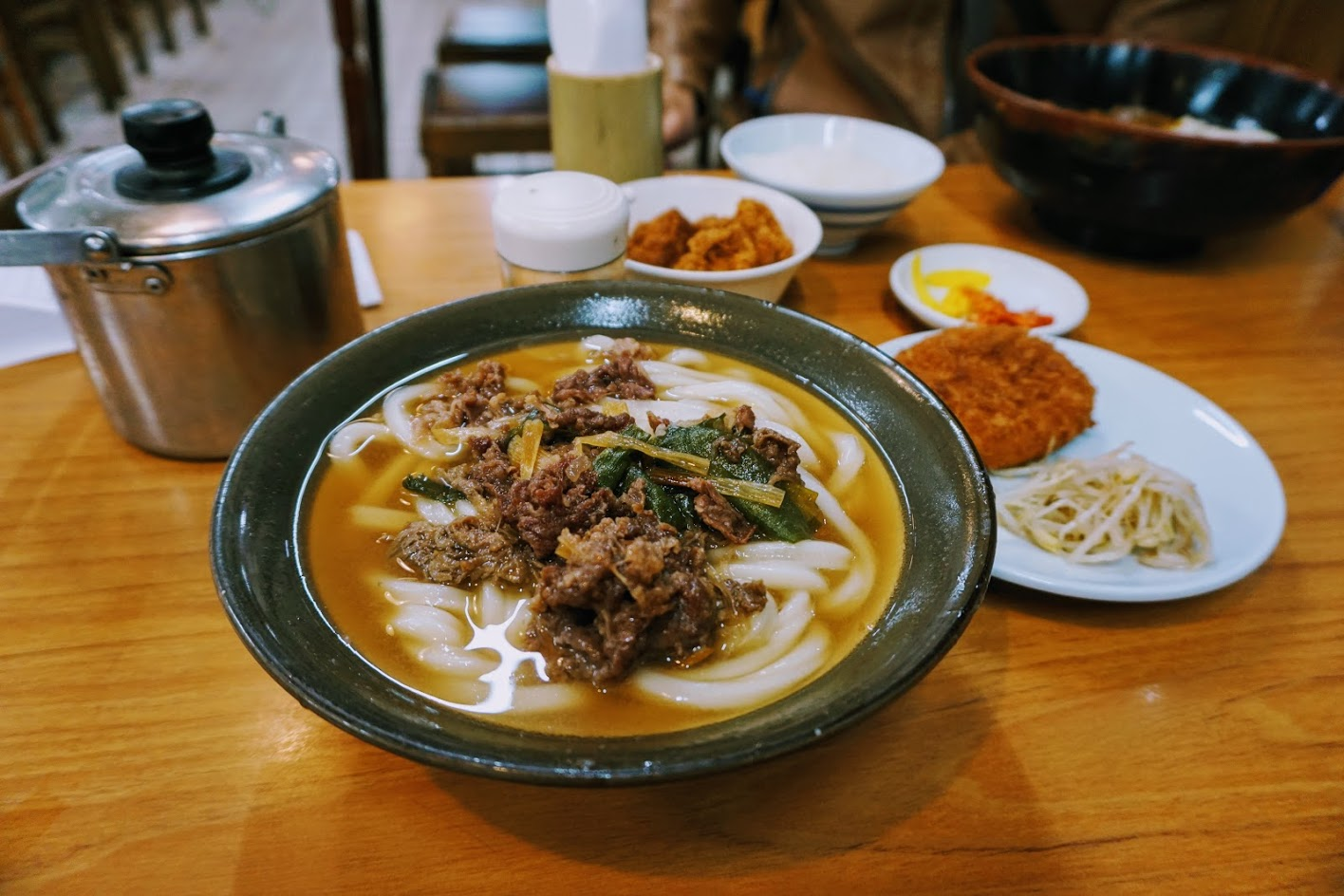
牧のうどんの肉うどん。左手奥に見えるやかんに、追加のスープが入っている。

博多のうどんは、麺にコシがなく柔らかい。牧のうどんはさらに製法が特殊なため、麺が出汁をどんどん吸い込んで伸び、ゆっくり食べていると見かけの麺の量が増えてしまう。したがって「食べても食べてもなくならない魔法のうどん」とも言われる。
牧のうどんでは小さなやかんに入った継ぎ足し用のスープ（この店ではかけ出汁を「スープ」と呼ぶ）が注文の品と一緒に出てくる。スープのお代わりは自由である。創業当初「最初にあつらえた丼鉢が小さめだった」ことで「お客さんにお腹いっぱいうどんを食べてもらえるよう麺の量をサービスすると、だしの入る余地がない」ため、後からスープを継ぎ足しできるようにする必要が生まれ、「つぎ足して回るには人手がかかるからやかんに入れてセルフでどうぞ」として現在の形になった。
一般的なうどん店とは異なり、牧のうどんは製麺所に併設されたうどん店である。カウンターの中の調理場では、自動麺切り機と茹で釜がベルトコンベアーでつながれ、どんどん麺が送り込まれている。
さらに、一般的なうどんの「麺切り→茹で→（冷水での）ぬめり取りと絞め→ざるに上げ→再加熱→出汁かけ」の工程のうち、「ぬめり取りと絞め→ざるに上げ→再加熱」を省いていることが、同店の一番の特徴である。つまり、牧のうどんのかけうどんは、「釜かけうどん」（釜揚げうどんの麺に熱いかけ出汁をかけたもの）と同じである。これが元で省力化・時短化に基づくコスト圧縮が図られているのだが、一度も水で絞められていない麺は時間とともにどんどんふやけてくるため「食べても食べてもなくならない」原因ともなっている。
注文時には、各テーブルに置いてある伝票に店員か、客自らが赤鉛筆で正の字を書く（券売機方式の博多バスターミナル店、フードコート形式のマリナタウン店は除く）が、このときに麺の固さは固麺・中麺・柔麺から選べる。「食べても食べてもなくならない」のを嫌う方は固麺を注文すると比較的上記の現象を防ぐことが出来る（メニューには無いが、中麺と固麺の間の「中固」も出来る。固めが嫌いで、中麺は柔らかいと感じる人向け）。
スープ（かけ出汁）は少し塩気が効いたかつお節やうるめいわし節、サバ節と利尻昆布ベースで、大量に使用する昆布は、だし用利尻昆布の取引量の約7パーセントを牧のうどんで消費している。2009年に代替わりした際にスープの取り方を若干変更し、「新物の昆布ではなく熟成昆布をふんだんに使い、一番だししか使わない」という形にした。うどんの小麦はオーストラリアン・スタンダード・ホワイト・ヌードル・ブレンド（ASW）を使用する。各テーブルに置いてあるネギは入れ放題で、博多ラーメンのような替え玉システムも存在する。
肉うどんの牛肉は、九州独特のすき焼き風の甘い味付けなのも特徴。
また、うどん玉、スープ（かけ出汁）のほか、かしわ飯、キムチなどの持ち帰りメニューもある。
ダシをとるのに用いられた昆布およびかつお節は、佃煮・ふりかけとして販売されている他、持ち帰り用昆布などとしてレジ近くにおいてあることもある。
ダシは一カ所でまとめて作られていて、毎日各支店に配送されている。支店が主要幹線道路沿いに隣接しているのはその所為もあるようで、交通機関の発達とともに支店も遠方に作られるようになった。しかし既に配送出来る距離も限界であり（本社工場から車で1時間半ほど）、人材不足による閉店（武雄北方店）の要因にもなっている。
仮に地価の高い東京都内に出店しようとすれば工場設置も含めて一杯あたり2000円以上のコストがかかり、採算に合わないとされている。
2代目に代替わりしてからは「リスクヘッジとして」金融市場での資産運用にも力を入れているという。

## 店舗一覧（2024年8月現在）

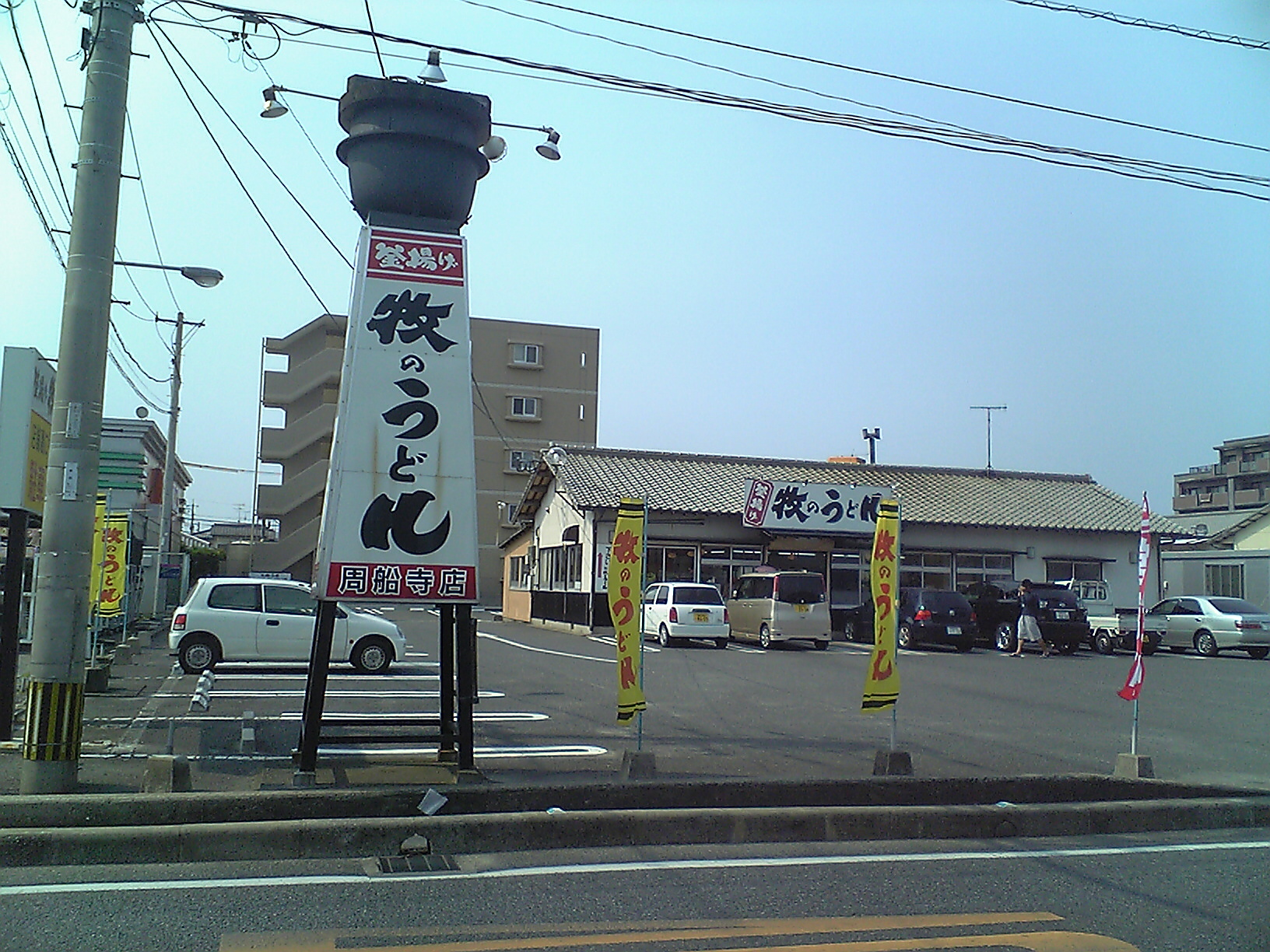
牧のうどん周船寺店
（福岡県糸島市）

牧のうどんの意見投書用紙の裏面に店舗一覧がある。製麺所がある本店からワゴン車で1時間半(麺や出汁の品質を保証できる制限時間)で行ける範囲に出店しているため、国道202号沿いに店舗が多い傾向がある。売上高非公開。平成21年より北九州がメインだった資さんうどんが進出し、ライバル店も増える中、独自の製法とこだわりで勝負している。
- 本社：福岡県糸島市

- 1号店：加布里本店（福岡県糸島市）
- 2号店：今宿店（福岡市西区）
- 3号店：周船寺店（福岡県糸島市）
- 4号店：和多田店（佐賀県唐津市）
- 5号店：早良重留店（福岡市早良区）
- 6号店：伊万里店（佐賀県伊万里市）
- 7号店：片江店（福岡市城南区）
- 8号店：三川内店（長崎県佐世保市）
- 9号店：二丈バイパス店（福岡県糸島市）
- 10号店：大野城店（福岡県太宰府市）
- 11号店：奈多店（福岡市東区）
- 12号店：白水店（福岡県春日市）
- 13号店：マリナタウン店（福岡市西区）
- 14号店：新宮店（福岡県糟屋郡新宮町）
- 15号店：空港店（福岡市博多区）
- 16号店：久山店（福岡県糟屋郡久山町）
- 17号店：鳥栖店（佐賀県鳥栖市）
- 18号店：博多バスターミナル店（福岡市博多区）

### すでに閉店した店舗
- 中尾店（福岡市南区）：閉店。
- 若久店（福岡市南区）：閉店。
- 養母田店（佐賀県唐津市）：閉店。
- 博多大丸店（福岡市中央区）：閉店。
- キャナルシティ店（福岡市博多区）：閉店。
- 武雄北方店（佐賀県武雄市）：閉店。